# جبهة تحرير جامو كشمير
جبهة تحرير جامو كشمير (JKLF) هي منظمة سياسية في جامو وكشمير أسسها أمان الله خان ومقبول بهات. كان في الأصل جناحًا متشددًا في الجبهة الشعبية، غير اسمها إلى JKLF في برمنجهام، إنجلترا في 29 مايو 1977. منذ ذلك الحين وحتى عام 1994 كانت منظمة متشددة نشطة. لقد أنشأت فروعًا في عدة مدن وبلدات في المملكة المتحدة، وبلدان أخرى في أوروبا والولايات المتحدة والشرق الأوسط. في عام 1982، أنشأت فرعا في آزاد كشمير الخاضعة لإدارة باكستان وفي عام 1987، فرعا في وادي كشمير الهندي.
بعد عام 1994، أعلنت الجبهة في وادي كشمير، تحت قيادة ياسين مالك، «وقف إطلاق النار لأجل غير مسمى» وبحسب ما ورد قامت بحل جناحها العسكري. التزمت بالنضال السياسي لتحقيق هدفها المتمثل في الاستقلال للمنطقة بأكملها في الدولة الأميرية السابقة. لم يوافق فرع JKLF في آزاد كشمير على هذا التغيير في الاتجاه وانشق عن JKLF في الوادي. في عام 2005، دمجت المجموعتان مرة أخرى مع الاحتفاظ بالهوية الأصلية.
على الرغم من أن JKLF لديه أعضاء مسلمين فقط، إلا أنه علماني. وتواصل التأكيد على أن كشمير العلمانية المستقلة الخالية من الهند وباكستان هي هدفها النهائي. على الرغم من حصولها على أسلحة وتدريب من الجيش الباكستاني، إلا أنها تعتبر باكستان «قوة احتلال» وتقوم بالكفاح السياسي ضدها في آزاد كشمير.

## روابط خارجية
- جبهة تحرير جامو كشمير
- موقع جبهة تحرير جامو كشمير (موقع JKLF ، أمان الله خان)
- جبهة تحرير جامو كشمير (موقع JKLF ، المنطقة البريطانية)
- (مالك فايرد)
- (موقع JKLF)
- قائمة الحوادث المنسوبة إلى جبهة تحرير جامو وكشمير على قاعدة بيانات ستارت